# Benjamin Crisp
 (juillet 2023).
Pour les articles homonymes, voir Crisp.
Benjamin Crisp (né le 11 mai 1808 à Londres en Angleterre et mort le 2 septembre 1901) était un transporteur néo-zélandais et un réformateur de la tempérance.